# Ailuropoda microta
Il panda gigante pigmeo (Ailuropoda microta) è il più antico progenitore conosciuto del panda gigante. Misurava un metro di lunghezza, mentre il suo odierno discendente può raggiungere il metro e mezzo. L'aspetto dei suoi denti suggerisce che anch'esso si nutrisse soprattutto di bambù, il cibo principale dei panda giganti. Il primo ritrovamento di questo animale, scoperto in Cina, è un cranio datato 2 milioni di anni fa.